# Cure d'Avenches
La cure d'Avenches est une cure vaudoise situé sur le territoire de la commune d'Avenches, en Suisse.

## Histoire
La cure d'Avenches a été construite en 1756. Les plans du bâtiment ont été dressés par Abraham Burnand qui s'est inspiré des châteaux classiques. Lors de la réalisation, de nombreux artisans locaux qui avaient travaillé 5 ans plus tôt à la réalisation de l'Hôtel de Ville ont été embauchés pour réaliser sur les éléments du décor.
Le bâtiment a été restauré en 1981 et est inscrit comme bien culturel suisse d'importance nationale. Il se trouve sur la rue du Jura, non loin de la Tour du Vully.